# Истоминка (река)
Исто́минка — река в Московской области России, левый приток Березинки. Протекает по территории городских округов Зарайск и Серебряные Пруды.
Берёт начало у деревни Комово, впадает в Березинку в 14 км от её устья, около деревни Новосёлки. Длина — 16 км, площадь водосборного бассейна — 114 км². Высота устья — 138,1 м над уровнем моря. Равнинного типа. Питание преимущественно снеговое. Замерзает в середине ноября, вскрывается в середине апреля:7—8.
Интереса для туристов Истоминка не представляет, считаясь «самой неинтересной речкой южного Подмосковья», поскольку река протекает вдоль шоссе и железной дороги в безлесных местах.
На реке расположены населённые пункты (от истока до устья) Комово, Хлопово, Истоминка, Коровино, Тютьково. Река пересекает Павелецкое направление Московской железной дороги и автодорогу Р114.
Притоки — Ракитка (левый) и Журавна (правый).
По данным государственного водного реестра России, относится к Окскому бассейновому округу. Речной бассейн — Ока, речной подбассейн — бассейны притоков Оки до впадения Мокши, водохозяйственный участок — Ока от города Каширы до города Коломны, без реки Москвы.